# Ceropegia gikyi
Ceropegia gikyi är en oleanderväxtart som beskrevs av W. Rauh och R. Gerold. Ceropegia gikyi ingår i släktet Ceropegia och familjen oleanderväxter. Inga underarter finns listade i Catalogue of Life.